# Театр-студія «Арабески»
Театр-студія «Арабески» — недержавний театральний колектив у Харкові. Не маючи власного приміщення, театр виступає на орендованих сценічних майданчиках. Директор, засновник та режисер — Світлана Олешко. «Арабески» робили постановки у в'язницях, ставили мюзикли Сергія Жадана, проводили вуличні хеппенінги і політичні перформанси, продюсували музичні альбоми і ставили український театр з ніг на голову.

## Історія
Театр-студія «Арабески» заснований 1993 року студентами театрального відділення Харківського інституту мистецтв. За відсутності будь-якої матеріальної бази притулок молодому колективу надав Харківський літературний музей, що був і залишається територією творчого співіснування багатьох українських митців Харкова — художників, музикантів, поетів, акторів.
Перші роки свого існування театр найбільше уваги приділяв лабораторній праці, лише зрідка показуючи результати власних експериментів ширшому колу глядачів. З 1997 р. концепція театру змінилася. Окрім постійних тренінгів з вокалу, танцю, сценічного руху й мови, етюдних вправ, колектив працює над створенням репертуарного театру і провадить активну гастрольну діяльність.
«Арабески» відкривався як студентський експериментальний театр, де читали вірші поетів Розстріляного відродження. Таким чином, театр повертав їх українській публіці після заборони радянською владою.
Важливу роль «Арабесок» у становленні культурних інституцій незалежної України відмічає арт-менеджерка та кураторка сучасного мистецтва Олеся Островська-Люта, перераховуючи театр-студію поряд з іншими визначними подіями Харкова: «„Арабески“ почалися зі студентських експериментів, з читання поезії доби Розстріляного відродження — поезії, яка була заборонена в радянські часи».
16 липня 2025 року, під час російсько-української війни, російськіч військові атакували дронами Харків, унаслідок влучання «шахедів» було знищено все майно театру.

## Вистави
Вистави створювалися у місті Харків, якщо не зазначено іншого.
- 1993 — «Шлях до загірної комуни» за творами Миколи Хвильового
- 1994 — «Кращого сонця ніде нема» за творами Василя Симоненка
- 1995 — «Байки Харківські» за творами Григорія Сковороди
- 1996 — «Арабески»
- 1997 — «Енеїда» за поемою Івана Котляревського
- 1999 — «Улюблені вірші» за однойменною книгою (упорядник – Іван Малкович)
- 2001 — «Маленька п'єса про зраду» за текстами Олександра Ірванця
- 2002 — «Веселого Різдва, Ісусе» за текстами Сергія Жадана (м. Львів)
- 2003 — «Критичні дні» за мотивами оповідання «Тупташка-невдашка» Джерома Селінджера
- 2006 — «ЧОРНОБИЛЬ™» — українсько — польсько — білоруська документальна вистава (м. Познань, Польща)
- 2007 — «РАДІОШАНСОН: вісім історій про Юру Зойфера» за текстами Сергія Жадана
- 2010 — «Червоний Елвіс» Сергія Жадана
- 2018 — «Українські катастрофи 20-го століття» — документальна вистава-триптих, за підтримки Українського інституту національної пам'яті (м. Дніпро)[7]

## Проєкти
- Соціально-мистецький проєкт «ПАРАлельне місто» (соціальна робота з людьми з обмеженою мобільністю, фотовиставка, облаштування харківської муніципальної галереї пандусом), 2008 рік, Харків
- Продюсування проєкту « Мертвий півень. Made in Ю.А.» (запис диску, організація концертів Харків-Київ-Луцьк), 2008 рік
- Продюсування двох дисків гурту «Мертвий півень»: «Мертвий півень. Вибраний народом» та «Кримінальні сонети» (літературно-музичний проєкт за участі Юрія Андруховича). Організація промо-туру (Київ, Львів, Луцьк, Харків, Дніпропетровськ, Одеса, Донецьк, виступи-презентації на фестивалях — Славське рок-фест, Підкамінь-2008, Потяг до Яремче, Махно-фест (Гуляй поле), кРок у майбутнє (Херсон), 2008 рік
- Відкриття стаціонарного «Театру 49-ти» у Харкові, 2008
- Організація серії тренінгів MAPA (Нідерланди) з акторської майстерності (спільно з Центром театрального мистецтва ім. Л.Курбаса), 2007 рік
- Міжнародний літературно — музичний фестиваль "ZEX ", 2006 рік, Харків
- Презентація музичної частини проєкту «Листи в Україну», 2006 рік, Львів
- Продюсування проєкту «Пісні мертвого півня» (запис диску, організація концертів Харків-Київ-Львів-Дніпропетровськ), 2006 рік
- «Театротерапія як метод соціальної реабілітації» (постановка вистав професійними режисерами разом із засудженими в трьох колоніях (Харків, Львів). Зйомки короткометражного документального фільму, 2005 рік
- Організація виставкового туру «Помаранчева Альтернатива» (виставка фотографій, лекції, покази фільмів, перформанси) в п'ятьох містах України (Харків, Київ, Дніпропетровськ, Донецьк, Львів), 2005 рік
- «Театротерапія як метод соціальної реабілітації» (покази вистав Й.Йонсона за участі М.Барбари «Миті реальності» у двох колоніях та у двох театрах (Харків-Київ), 2004 рік
- Презентація проєкту «Андрухоїд» (літературні читання, джазовий концерт), 2004 рік, Харків
- «Критичні дні» (спільний проєкт Україна-Польща: створення вистави (Харків), візуального проєкту (Харків, Київ, Єреван), видання окремого компакт-диску із саундтреком до вистави, низка дискусій, лекцій і семінарів з арт-менеджменту), 2003—2004 роки
- «Z\Z: зони зради. Мистецтво: соціальні проекції» (показ вистави «Маленька п'єса про зраду» у 5 пенітенціарних закладах Харкова, соціологічне дослідження, низка круглих столів та обговорень (Харків-Київ-Львів), виставка (Харків-Київ-Львів), документальний фільм, видання збірки статей, 2003—2003 роки[8]
- Продюсування проєкту «Афродизіяки» (запис диску, організація концертів Харків-Київ-Львів), 2003 рік
- Інноваційний проєкт — створення відеододатку до підручника «Запобігання торгівлі людьми» (у співпраці з Міжнародним правозахисним центром «Ла Страда-Україна»), 2002 рік
- Міжнародний фестиваль постмодерного мистецтва «Поезія № 1» (Харків), 2001 рік
- Показ вистави «Енеїда» у 7 пенітенціарних закладах Харківської області, 2000 рік
- Організація виступу в Харкові Театру юного глядача (Єреван, Вірменія), 2000 рік
- Організація виступу та майстер-класів в Харкові жіночої трупи (Японія), 2000 рік
- Міжнародний фестиваль постмодерного мистецтва «Апокаліпсис почнеться звідси», 1999 рік, Харків

## Гастролі та фестивалі
- «Декалог: локальна світова війна», 2012 рік[9]
- «Червоний Елвіс», 2010 рік
- Клубний тур із кабаре-версією вистави «РАДІОШАНСОН: вісім історій про Юру Зойфера» (Харків, Київ, Львів, Івано-Франківськ, Луцьк, Дніпропетровськ, Кременчук), 2008 рік
- Презентація відео «Стас Перфецький повертається в Україну» на фестивалі Cologne Online Film Festival у Венесуелі, 2008 рік
- Презентація відео «Стас Перфецький повертається в Україну» на фестивалі українського формату «Уніж 2008», 2008 рік
- Презентація відео «Стас Перфецький поверається в Україну» на фестивалі NewMediaFest2007 у Валенсії (Іспанія), 2008 рік
- Фестиваль короткометражних фільмів Euroshorts (Варшава, Польща) з документальними фільмами «Театр у тюрмі» та «Стас Перфецький повертається в Україну», 2007 рік
- Міжнародний фестиваль телевізійної творчості Prix Visionica (Познань, Польща) із документальним фільмом «Театр у тюрмі», 2007 рік
- «Веселого Різдва, Ісусе» — закриття фестивалю «Betlejem Lubelskie» (Люблін, Польща), 2007 рік
- «Критичні дні» Вистава-відкриття фестивалю «Arteterapia: Z okraja do stredu» (Банська Бистриця, Словаччина), 2007 рік
- Європейський фестиваль короткометражних фільмів «Shooting Europe» (Карлсруе, Німеччина) з документальним фільмом «Театр в тюрмі», 2006 рік
- Гастрольне турне з виставою «ЧОРНОБИЛЬ™» (Польща, Білорусь, Україна), 2006 рік
- Міжнародний фестиваль «Maski» (м. Познань, Польща) з виставою «ЧОРНОБИЛЬ™», 2006 рік
- Міжнародний фестиваль «Bulwar sztuki» (м. Торунь, Польща) з виставою «Веселого Різдва, Ісусе», 2006 рік
- Всеукраїнське гастрольне турне театру з виставою «Критичні дні» (5 міст України), 2005 рік
- Міжнародний фестиваль «Київ травневий» з виставами «Енеїда» та «Улюблені вірші», 2000 рік
- Всеукраїнське гастрольне турне театру з виставами «Енеїда» та «Улюблені вірші» (26 міст України), 2000 рік
- Міжнародний фестиваль «IX Мистецьке Березілля» (Київ) з виставою «Улюблені вірші», 2000 рік
- Гастрольне турне з виставами «Енеїда» та «Улюблені вірші» у 12 містах США, 2000 рік
- Гастрольне турне з виставою «Енеїда» у 11 містах Центральної та Західної Європи (Польща, Німеччина, Велика Британія, Франція, Австрія, Чехія), 1998 рік
- Міжнародний фестиваль-лабораторія «Ярилові ігрища» (Львів) з виставою «Енеїда», 1998 рік
- Гастрольне турне з виставою «Арабески» у 12 містах США та Канади, 1996 рік

## Нагороди
- 1995 — Лауреат щорічної Всеукраїнської премії україно-американського видавництва «Смолоскип» за вистави «Шлях до загірної комуни», «Найкращого сонця ніде нема», «Байки Харківські» (режисерська та акторські роботи)
- 1997 — Лауреат І премії Всеукраїнського молодіжного фестивалю «Перлини сезону» з виставою «Енеїда» (режисерська та акторські роботи)
- 1998 — Перший фестиваль української комедії (Київ), «відкриття фестивалю» — вистава «Енеїда»
- 2000 — Конкурсний міжнародний фестиваль античної драми «Боспорські Агони» (Керч). Перемога у номінаціях: найоригінальніше трактування античної теми; найкраща жіноча роль; приз глядацьких симпатій